# Bureau de recherches géologiques et minières
Le Bureau de recherches géologiques et minières (BRGM) est l’établissement public français de référence dans les applications des sciences de la Terre pour gérer les ressources et les risques du sol et du sous-sol. C'est le service géologique national français.
Le BRGM a été créé en 1959. C’est un établissement public à caractère industriel et commercial (EPIC). Placé sous la tutelle des ministères chargés de la Recherche, de l'Écologie et de l'Économie, il est basé à Orléans. Catherine Lagneau en est la présidente-directrice générale et Christophe Poinssot le directeur général délégué.
L’action du BRGM couvre plusieurs activités : recherche scientifique, expertise, innovation et transfert, analyse et expérimentation, prévention et sécurité minière, enseignement supérieur, formation professionnelle continue, diffusion de la connaissance et science ouverte. Il employait 1 106 personnes, dont environ 800 ingénieurs et chercheurs, en 2023 dans ses 23 implantations régionales en France métropolitaine et outre-mer. Ses équipes interviennent dans une trentaine de pays.
Six grands enjeux scientifiques et sociétaux structurent la stratégie scientifique du BRGM : géologie et connaissance du sous-sol, gestion des eaux souterraines, risques et aménagement du territoire, ressources minérales et économie circulaire, transition énergétique et espace souterrain, données, services et infrastructures numériques.

## Histoire et origines

### Création du BRGM
Le Bureau de recherches géologiques et minières (BRGM) est officiellement créé par un décret du 23 octobre 1959. Il est le fruit de la fusion de plusieurs établissements géologiques et miniers français :
- du Bureau de recherches géologiques, géophysiques et minières (BRGGM), lui-même héritier du Bureau de recherches géologiques et géophysiques (BRGG) fondé en 1941 par Edmond Friedel et Pierre Pruvost, alors destiné à cartographier le sous-sol de la France ;
- du Bureau minier de la France d'outre-mer (BUMIFOM) ;
- du Bureau de recherches minières en Algérie (BRMA) ;
- du Bureau Minier Guyanais (BMG).

### Grandes étapes de l'histoire du BRGM
Le BRGM se structure et se développe tout au long des années 1960. Durant cette décennie, il voit son organisation mailler progressivement le territoire national et son champ d’action dépasser les frontières françaises. En 1965, toutes les équipes sont regroupées sur un site unique, à Orléans-La Source. Ce nouveau centre technique et scientifique concentre l’essentiel des moyens de l’établissement.
En 1968, le BRGM absorbe le Service de la carte géologique de France, créé un siècle auparavant par Napoléon III. Cette fusion lui permet de couvrir l’ensemble de la chaîne de production, depuis le lever sur le terrain jusqu’à l’édition.

Alors que le BRGM achève de poser les bases de son organisation et de ses activités, la crise pétrolière éclate en 1973. Face à l’enjeu d’approvisionnement national, l’établissement se révèle comme l’opérateur clé de la stratégie d’exploration de la France. Son expertise et ses moyens sont également mis à profit pour l’exploitation minière. En régions comme à l’étranger, on fait désormais de plus en plus appel au BRGM, reconnu comme le spécialiste du sous-sol. 
Après un âge d’or paradoxalement induit par la crise pétrolière de 1973, le BRGM affronte une série de difficultés tout au long de la décennie 1980. Plusieurs projets miniers, notamment, tournent court. L’établissement renforce alors sa proximité régionale et développe son rôle dans les énergies renouvelables tout en misant sur les activités commerciales, en particulier dans le domaine de l’aménagement. Dans les années 1990, les activités minières et d’ingénierie sont filialisées pour recentrer l’établissement sur ses deux missions de service public et de recherche scientifique.
En 1999, le BRGM met en place une nouvelle organisation pour mieux adapter son offre aux besoins sociétaux et mieux répondre aux nouveaux défis environnementaux : eaux souterraines, risques, géothermie… En se désengageant de son activité d’investisseur minier et en transférant l’essentiel de ses travaux d’ingénierie en France à sa filiale Antea, vendue en 2003, le BRGM affirme son rôle en matière de recherche et de développement. L’évolution vers les thématiques de l’environnement et des risques naturels est entérinée par un décret du 20 septembre 2004 qui place le BRGM sous la triple tutelle des ministères de la Recherche, de l’Industrie et de l’Environnement.
En 2019, le BRGM réaffirme son positionnement général conjuguant la recherche, l’appui aux politiques publiques et l’innovation, en France comme à l’international. Il présente sa nouvelle stratégie scientifique à 10 ans, organisée autour de six enjeux scientifiques et sociétaux majeurs.

### Présidences et directions de 1941 à nos jours
- 1941 : Edmond Friedel, directeur (BRGG) ; Jean Goguel, directeur adjoint (1941-1952) ; Pierre Laffitte, directeur adjoint (1952-1953)
- 1953 à 1959 : Pierre Laffitte, directeur général du BRGGM
- 1960 à 1964 : Roland Pré, président du BRGM ; Michel Duhameaux, directeur général (1960-1961) ; Henri Nicolas, directeur général (1961-1964)
- 1964 à 1972 : Pierre Signard, président ; Henri Nicolas, directeur général (1964-1968) ; Claude Beaumont, directeur général (1968-1972)
- 1972 à 1979 : Yves Perrin, président ; Claude Beaumont, directeur général (1972-1975) ; Paul-Henri Bourrelier, directeur général (1975-1979)
- 1979 à 1986 : Jean Audibert, président ; Paul-Henri Bourrelier, directeur général (1975-1984) ; Maurice Allègre, directeur général (1984-1986)
- 1986 à 1988 : Gérard Renon, président ; Maurice Allègre, directeur général (1986-1988)
- 1988 à 1992 : Maurice Allègre, président ; Claude Mandil, directeur général (1988-1990) ; Jean-Pierre Hugon, directeur général (1990-1992)
- 1992 à 1997 : Claude Allègre, président ; Jean-Pierre Hugon, directeur général (1992-1997)
- 1997 à 2003 : Bernard Cabaret, président ; Yves Le Bars, directeur général (1997-1999) ; Yves Caristan, directeur général (1999-2003)
- 2003 à 2009 : Philippe Vesseron, président-directeur général ; Yves Caristan, directeur général délégué (2003-2004) ; Didier Houssin, directeur général délégué (2004-2007) ; François Démarcq, directeur général délégué (octobre 2007-2009)
- 2009 à 2013 : Jean-François Rocchi, président-directeur général ; François Démarcq, directeur général délégué (2009-2013)
- 2013 à 2016 : Vincent Laflèche, président-directeur général (à partir du 3 juillet) ; François Démarcq, directeur général délégué (2013-janvier 2016), puis Pierre Toulhoat, directeur général délégué (à partir de février 2016)
- 2016-2017 (intérim) : Pierre Toulhoat, directeur général par intérim, directeur scientifique et directeur de la stratégie et de l'évaluation
- 2017-2023 : Michèle Rousseau, présidente-directrice générale ; Christophe Poinssot, directeur général délégué (à partir de novembre 2020)
- 2023-2023 (intérim) : Christophe Poinssot, président-directeur général par intérim (1er avril au 1er septembre 2023)
- depuis 2023 : Catherine Lagneau, présidente-directrice générale ; Christophe Poinssot, directeur général délégué - directeur scientifique

## Objectifs et activités
L’activité du BRGM répond à quatre objectifs :
- Comprendre les phénomènes géologiques et les risques associés ;
- Développer des méthodologies et des techniques nouvelles ;
- Produire et diffuser des données pour la gestion du sol, du sous-sol et des ressources ;
- Mettre à disposition les outils nécessaires à la gestion du sol, du sous-sol et des ressources, à la prévention des risques et des pollutions, aux politiques de réponse au changement climatique.

L’action du BRGM couvre plusieurs activités.

### Recherche scientifique
La recherche scientifique du BRGM a pour objectif la connaissance géologique et la compréhension des processus liés au sol et au sous-sol. Elle mobilise plus de 700 ingénieurs et chercheurs du BRGM, soit les deux-tiers de l'effectif.
La mission de recherche scientifique du BRGM se réalise à travers :
- des projets sur dotations de l’État (subvention pour charges de service public) ;
- des projets à cofinancements multiples (régions, Europe) ;
- des partenariats avec les agences d’objectifs (ANR, Ademe, etc.) ;
- des réponses aux appels à propositions lancés par les ministères ;
- un développement rapide des recherches sous contrats industriels.

Le BRGM participe à deux alliances thématiques dont l'objectif est de coordonner les acteurs publics de la recherche : AllEnvi (Alliance nationale de recherche pour l’environnement) et Ancre (Alliance nationale de coordination de la recherche pour l'énergie). Ces alliances programmatiques coordonnent les principaux acteurs d'un domaine afin de concevoir des programmes de recherche et de développement cohérents avec la stratégie nationale.

### Expertise
L’activité d’expertise du BRGM vise à fournir au client, en réponse à une question posée, une interprétation, un avis ou une recommandation. Ces expertises sont élaborées à partir des connaissances disponibles et de démonstrations accompagnées d’un jugement objectif établi selon les meilleures pratiques applicables. La charte de l’expertise du BRGM vient en application de la Charte nationale de l’expertise du ministère chargé de la Recherche.

### Innovation et transfert
La valorisation par l’innovation est un axe clé du BRGM, aux côtés de la recherche et de l’expertise. Il s’agit de créer le plus d’opportunités possible de transfert et de valorisation économique. Dans cet objectif, le BRGM s’est donné les moyens de valoriser ses inventions en accélérant la maturation des concepts et en favorisant le co-développement et la co-innovation avec des partenaires industriels. Le BRGM dépose 4 à 5 demandes de brevets en moyenne par an.

### Analyse et expérimentation
Dans ses domaines de compétences, le BRGM conçoit et développe des méthodologies d'analyse, de caractérisation, d'observation et d'expérimentation, en laboratoire, en pilote, dans les milieux gaz, eaux, sol, sous-sol. Il dispose d’un ensemble d’équipements scientifiques d’ampleur dans les champs de l’analyse, de la caractérisation et de l’expérimentation.
Les laboratoires et plateformes technologiques du BRGM travaillent notamment dans les domaines de la chimie environnementale, de la métrologie de l’environnement et des capteurs, de la géochimie isotopique, de la minéralogie, des études de microbiologie et de biologie moléculaire, de l’expérimentation biogéochimique multi-échelle, ou encore du développement de procédés de traitement.

### Prévention et sécurité minière
L’État a confié au BRGM, depuis 2006, la gestion technique des surveillances et des travaux des anciens sites miniers ainsi que la prévention des risques miniers. Le BRGM assure la gestion : des travaux de mise en sécurité en qualité de maître d’ouvrage délégué, des surveillances d’ouvrages de sites miniers, du système d’information après-mine (archives techniques intermédiaires minières et renseignement minier).
Le BRGM dispose d’un département « Prévention et Sécurité minière » (DPSM). En plus de ses services centraux basés à Orléans, la mission de sécurité minière du BRGM est assurée en régions par les Unités territoriales après-mine (Utam) qui couvrent les grands bassins miniers.

### Enseignement supérieur
Dans le cadre de BRGM Campus, le BRGM joue un rôle de soutien à l’enseignement supérieur dans le domaine des géosciences. Pour cela, il développe des collaborations en appui aux acteurs du monde académique. L’objectif est de répondre aux besoins de l’industrie et de la société dans les différents domaines touchant au sol et au sous-sol.
BRGM Campus couvre l'ensemble du périmètre LMD (Licence, Master, Doctorat) ainsi que les différents champs de compétence du BRGM dans le domaine des géosciences.

### Formation professionnelle continue
Le BRGM assure le développement de compétences scientifiques et techniques en proposant une offre de formations courtes et des parcours de formation, en présentiel ou à distance, sur catalogue ou sur-mesure, sous la marque BRGM Formation.

### Diffusion de la connaissance et science ouverte
Le BRGM met à disposition ses données géologiques et environnementales à travers différentes techniques numériques : sur son portail InfoTerre, il offre un accès libre et gratuit à ses rapports et cartes géologiques, aux données de ses banques d’information (Banque du sous-sol, sites industriels, risques naturels, etc.) et à de nombreuses autres données géoscientifiques.
À la demande des pouvoirs publics, le BRGM pilote et gère également plusieurs dizaines de sites web et bases de données, dans les domaines de la géologie, des risques (Géorisques), de l’eau (ADES), des ressources minérales (Minéralinfo), de la géothermie (Géothermies), etc.
Pour faciliter l’accès à ses données depuis n’importe quel point du territoire, le BRGM propose également trois applications mobiles : i-InfoTerre (version nomade du portail web InfoTerre), InfoNappe (sur les eaux souterraines) et InfoGéol (sur la géologie de la France).

## Enjeux scientifiques et sociétaux
La stratégie scientifique du BRGM est organisée autour de 6 enjeux scientifiques et sociétaux.

### Géologie et connaissance du sous-sol
Produire une information de référence sur le sous-sol est au cœur des missions de service géologique national du BRGM. La gestion durable des ressources et des territoires exige de disposer d’une connaissance du sous-sol approfondie, fiable et constamment mise à jour. Après le programme de la carte géologique de la France, le BRGM a conçu le Référentiel Géologique de la France (RGF), programme national d’acquisition et de gestion des données géologiques qui mobilise l’ensemble de la communauté française des géosciences.
La connaissance du sous-sol apporte les fondements pour une meilleure utilisation des ressources (eau, énergie, minéraux, métaux), l’adaptation aux impacts du changement climatique, une anticipation et une mitigation des risques naturels, et leur prise en compte pour l’aménagement du territoire. Cela concerne tant les professionnels de l’aménagement du territoire que les acteurs économiques, les gestionnaires de l’environnement, les acteurs de l’enseignement, la société civile et le grand public.

### Gestion des eaux souterraines
Face aux défis que posent les changements globaux, la connaissance, le suivi et l'anticipation de la disponibilité et de la qualité des eaux souterraines est au cœur des missions du BRGM.
Les ressources en eaux souterraines constituent un élément essentiel pour l’alimentation en eau potable mais aussi pour satisfaire les besoins de l’agriculture dans de nombreux pays, notamment en France. La contrainte sur la disponibilité de cette ressource s’accroît du fait du changement climatique et de la croissance de la demande pour les différents usages. Les ressources en eaux souterraines peuvent être localement ou régionalement surexploitées.

### Risques et aménagement du territoire
Pour un aménagement plus durable des territoires, le BRGM développe des approches intégrées de gestion des risques naturels affectant le sol, le sous-sol et le littoral, ainsi que les risques résultant de l'activité humaine, liés à l’après-mine, aux sites et aux sols pollués.
Le BRGM mène des actions de recherche et d’expertise sur les risques naturels géologiques : séismes, mouvements de terrain, effondrement des cavités, éruptions volcaniques, retrait-gonflement des argiles, etc. Il est très impliqué dans la connaissance et gestion des risques côtiers dans le contexte du changement climatique. Les méthodes et techniques de dépollution des sols urbains et industriels, la gestion raisonnée des anciens sites miniers font également partie de son champ d’action.

### Ressources minérales et économie circulaire
Face à une pression croissante sur les ressources minérales, le BRGM œuvre pour un approvisionnement responsable et pour une économie plus circulaire.
Le BRGM développe des approches prédictives qui facilitent la détection et l’exploration des ressources minérales primaires. Observateur du cycle de vie et de la chaîne de valeur des matières minérales, il analyse les flux et les dynamiques à l’œuvre en intégrant les facteurs environnementaux, économiques et sociaux, pour accompagner le développement d’une économie plus circulaire et d’une mine plus responsable. Il conçoit également des solutions innovantes qui optimisent le traitement des matières minérales et le recyclage, grâce à des techniques aux impacts environnementaux et aux consommations énergétiques réduits.

### Transition énergétique et espace souterrain
La transition énergétique implique un passage vers des sources énergétiques moins centralisées, plus diversifiées, renouvelables et décarbonées. De même, la réduction des émissions de gaz à effet de serre nécessitera la capture et le stockage de CO2.
Le BRGM explore, évalue les performances et exploite le potentiel de l’espace souterrain en tant que ressource énergétique (géothermie) mais aussi espace de stockage (vecteurs énergétiques, CO2) et de confinement.

### Données, services et infrastructures numériques
Le BRGM collecte, héberge et diffuse les données géologiques et environnementales fiables et pérennes dont il garantit l’accès au travers de référentiels officiels et interopérables.
Il développe des applications et des innovations combinant les outils des sciences de la donnée et les géosciences pour modéliser, prédire et informer sur l’état du sol, du sous-sol, de ses ressources et des risques associés.

## Implantations et périmètres d'action géographiques

### Réseau régional
Outre son siège social situé à Orléans, le BRGM dispose de 13 directions et de 5 délégations régionales en France métropolitaine, ainsi que de 5 directions régionales et une antenne en Outre-mer, qui travaillent en étroite collaboration avec ses clients et partenaires sur l'ensemble du territoire. Ses responsabilités en matière de sécurité minière s'exercent au travers de ses 4 Unités territoriales après-mine (Utam).
En régions, le BRGM mène aussi bien des actions d’appui aux politiques publiques et d’expertise que de recherche scientifique.
Les directions régionales du BRGM interviennent dans tous ses domaines d'activité. La ressource en eau, les risques naturels, l’impact du changement climatique ou encore le potentiel géothermique du sous-sol français : telles sont quelques-unes des thématiques majeures au cœur des activités du BRGM en régions.

### Europe
Le BRGM est actif au niveau européen : implication soutenue dans les programmes de recherche européens, acteur engagé dans l’appui aux politiques publiques et la coopération internationale.
Ces interventions conduisent le BRGM à :
- assurer l’interface entre les gouvernements, les administrations, les industriels ou les collectivités locales et la recherche ;
- aider à la décision en délivrant des données, des connaissances, des outils de l’expertise portant sur des systèmes complexes, à différentes échelles d’action ;
- être un opérateur clé du réseautage aux niveaux national, européen et international, pour initier et construire des programmes de recherche et développement et faire évoluer les outils d’aide à la décision.

### International
À l’international, comme il le fait en France, le BRGM apporte son savoir-faire et son expertise selon deux axes principaux :
- protéger les populations et leur environnement des risques naturels ;
- assurer la pérennité et la qualité des ressources naturelles en eau, en ressources minérales, en énergie (géothermie).

Chaque année, le BRGM intervient dans une trentaine de pays, dans les domaines suivants :
- les infrastructures géologiques : cartes géologiques, réalisation de systèmes d’information… ;
- les ressources minérales avec notamment la problématique des métaux rares, substances minérales à fort enjeu ;
- l’accès à l’eau : protection des ressources en eau et recherche de nouvelles ressources, modes de gestion durables… ;
- les risques naturels et leur prévention : risques sismiques, côtiers, programmes d’aménagement et de reconstruction ;
- la géothermie, pour l’électricité et la production de chaleur, mais également le stockage géologique du CO2, dans un contexte de changement climatique.

## Groupe BRGM et autres entités

### Filiales et participations
Les filiales et participations du groupe sont rassemblées sous trois holdings (Sageos, Coframines et BRGM SA) correspondant à quatre branches d’activité :
- la géothermie, avec CFG Services, filiale à 100 % du BRGM, et Géothermie Bouillante, détenue à 15 % par le BRGM ;
- les instruments de mesure de la géophysique, de l'hydrogéologie, de l'hydraulique, de la géotechnique et de la mine, avec IRIS Instruments, détenue à 51 % par le BRGM (le groupe japonais OYO en possédant 49 %) ;
- la sécurisation des flux de terres excavées, avec une participation à hauteur de 40 % dans la société Soltracing ;
- le secteur minier, avec des participations résiduelles (sociétés sans activité ou développement programmé, ou en cours de liquidation) et une participation minoritaire dans Eramet.

### Éditions du BRGM
Les éditions du BRGM proposent un choix unique en France de cartes géologiques, de livres et de produits de vulgarisation dans tous les domaines des géosciences.
Dans le prolongement de ses missions de recherche et d’expertise, le BRGM contribue à la diffusion des connaissances scientifiques et techniques en direction de la communauté scientifique, des professionnels, des gestionnaires du territoire et du grand public.

### L’Observatoire français des ressources minérales pour les filières industrielles (OFREMI)
L’Observatoire français des ressources minérales pour les filières industrielles (OFREMI), a été lancé le 29 novembre 2022 à Paris.
Initié par le gouvernement à l’issue du rapport Varin sur la sécurisation des approvisionnements en métaux critiques, cet observatoire rassemble les compétences des principaux acteurs français sur l’analyse des chaines de valeur des métaux stratégiques.
Il fournira à ses partenaires une veille stratégique, économique et technique des chaînes d'approvisionnement mondiales et des besoins actuels et futurs des secteurs industriels afin de fournir l'analyse de risque nécessaire à toute décision d'investissement.

## Divers

### Prix Dolomieu
Créé en 1998 par le BRGM, en partenariat avec l'Institut français de l'Académie des sciences (Paris), le prix Dolomieu, du nom du géologue Déodat Gratet de Dolomieu, décerné annuellement, récompense des chercheurs ou des ingénieurs européens dans les disciplines liées aux sciences de la Terre.

### Jurisprudence
Le BRGM a donné son nom à un « grand arrêt » du droit, rendu le 21 décembre 1987 par la première chambre civile de la Cour de cassation française : cet arrêt vise « le principe général du droit suivant lequel les biens des personnes publiques sont insaisissables », principe qui s'applique même aux EPIC (Établissements publics à caractère industriel et commercial) et qui interdit de recourir aux voies d'exécution de droit privé contre ces établissements.

## Équivalents étrangers notables
- Allemagne : Bundesanstalt für Geowissenschaften und Rohstoffe (de) (BGR)
- Canada : Commission géologique du Canada (CGC)
- États-Unis : Institut d'études géologiques des États-Unis (USGS)
- Royaume-Uni : British Geological Survey (BGS)
- Finlande : Centre de recherche géologique de Finlande (GTK)
- République tchèque : Česká geologická služba (cs) (CGS)